# Siffleur de Blasius
Pour les articles homonymes, voir Blasius.
Pachycephala homeyeri
Espèce
Statut de conservation UICN

 LC  : Préoccupation mineure
Le Siffleur de Blasius (Pachycephala homeyeri) est une espèce d'oiseaux appartenant à la famille des Pachycephalidae.

## Répartition
Cet oiseau se trouve en Malaisie et aux Philippines.

## Habitat
Son habitat naturel est les forêts humides tropicales et subtropicales en plaine et les montagnes humides tropicales et subtropicales.

## Sous-espèces
Selon Alan P. Peterson, il en existe trois sous-espèces :
- Pachycephala homeyeri homeyeri (Blasius) 1890 ;
- Pachycephala homeyeri major (Bourns & Worcester) 1894 ;
- Pachycephala homeyeri winchelli (Bourns & Worcester) 1894.